# Lasdehner Straße
Die Lasdehner Straße ist eine Straße im Berliner Ortsteil Friedrichshain. Sie beginnt nördlich an der Hildegard-Jadamowitz-Straße und endet als Sackgasse südlich an einem Fußgängerdurchgang zur Gubener Straße. An der Straße liegt das von Ludwig Hoffmann errichtete und heute denkmalgeschützte Schulgebäude, dessen südlicher Gebäudeteil die Ludwig-Hoffmann-Grundschule (Nr. 21) und dessen nördlicher Gebäudeteil die Temple-Grandin-Schule (Nr. 19, früher Schule am Friedrichshain, Kadiner Straße 9) beherbergt, dazu ein Erweiterungsbau für die Ludwig-Hoffmann-Grundschule (Nr. 13). Ebenfalls denkmalgeschützt sind die um 1890 errichteten Mietshäuser Nr. 24, 26, 28 und 30. Die Westseite ist geprägt durch denkmalgeschützte Bauten der Graudenzer Straße, die in ihrer lockeren Bebauung mit viel Grünfläche um die Häuser bis an die Lasdehner Straße heranreichen, wo der Pinguinspielplatz zwischen Hildegard-Jadamowitz-Straße und Graudenzer Straße den nördlichen Teil des Wohnensembles abschließt.

## Straßengeschichte
Die Lasdehner Straße wurde am 15. Mai 1935 nach der ostpreußischen Stadt Lasdehnen benannt, die heute in Russland liegt und Krasnosnamensk heißt. Angelegt wurde sie als Straße 7a der Abteilung XIV im Bebauungsplan, und sie hieß vom 24. Juni 1893 bis zu ihrer Umbenennung Litauer Straße, auch Litthauerstraße oder Lithauer Straße geschrieben, nach dem baltischen Land Litauen. Sie war ursprünglich die südliche Fortsetzung der Thaerstraße und führte nach der Einmündung in die Gubener Straße südwestwärts als Posener Straße (heute Wedekindstraße) weiter. Den heutigen verkürzten Verlauf erhielt der Verkehrsweg erst mit der Neubebauung der damaligen Stalinallee.
Die Hausnummernzählung beginnt am nördlichen Ende, wobei auf der Ostseite die ungeraden Zahlen und auf der Westseite die geraden Zahlen zu finden sind. Da nicht alle Wohnhäuser nach dem Zweiten Weltkrieg wieder aufgebaut wurden und Grundstücke heute zum Teil anders genutzt werden, sind etliche Hausnummern nicht mehr vorhanden.

## Einige Gebäude, Anlagen und Einrichtungen

### Historisches Schulgebäude

#### Architektur und Geschichte

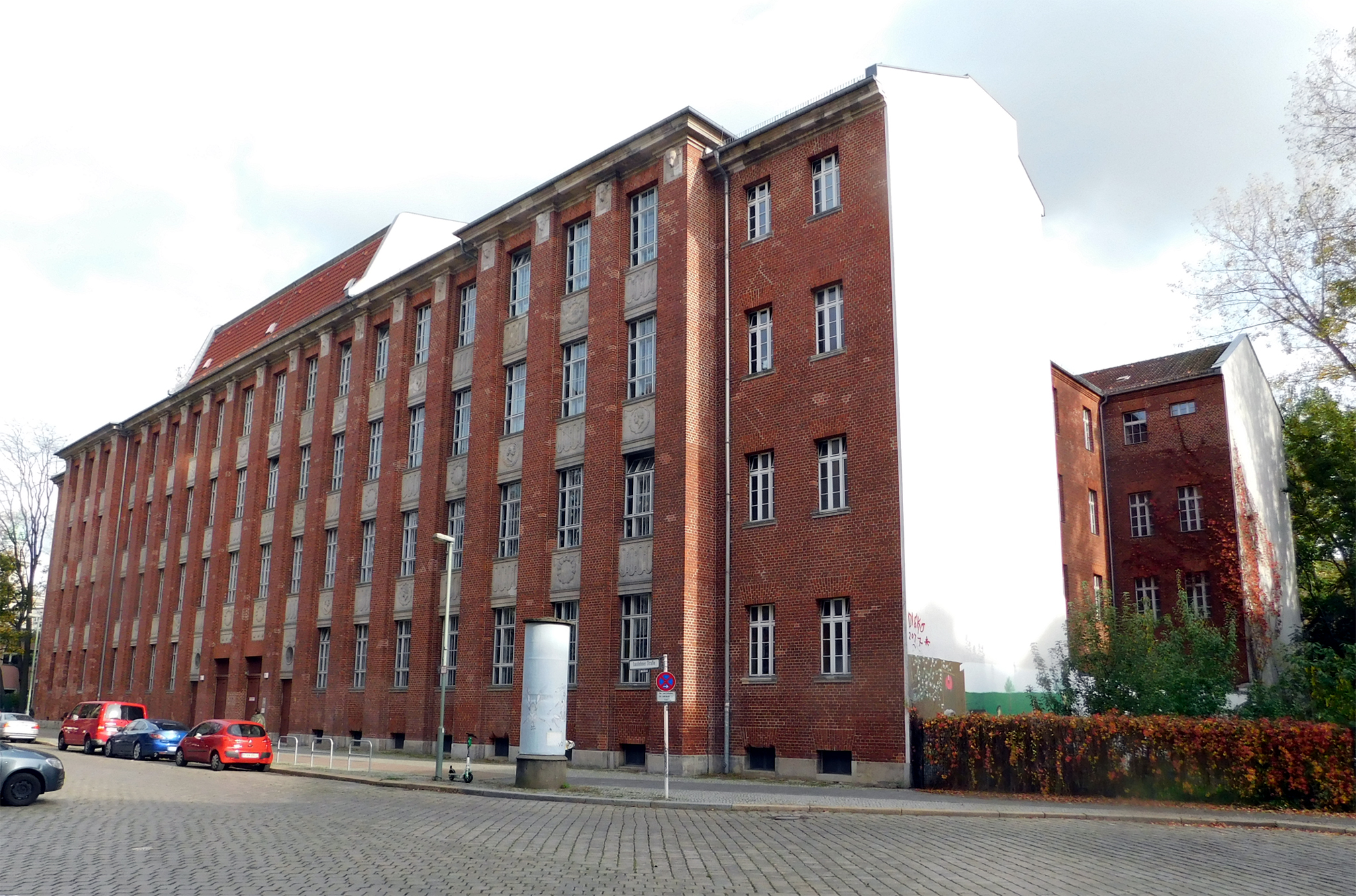
Das denkmalgeschützte Schulgebäude in der Lasdehner Straße.

Das historische Schulgebäude in der Lasdehner Straße wurde in den Jahren 1906 bis 1908 nach Entwürfen des Architekten Ludwig Hoffmann, als Gemeindedoppelschule erbaut. Dabei handelt es sich um ein vierstöckiges Gebäude mit drei Gebäudeflügeln, das als Baudenkmal gelistet ist.
An der Bearbeitung der Entwürfe und der Bauausführung waren die Magistratsbauräte Georg Matzdorff (1863–1930) und Herold sowie die Architekten Speer und Gerecke beteiligt. Die Schulanlage wurde am 14. November 1908 der städtischen Verwaltung übergeben. Die Kosten wurden angegeben mit 809 015 Mark.
Hoffmann hat die bedeutende Straßenfrontlänge (67 m) genutzt und einen Baukörper konzipiert, dessen kunstvoll strukturierte Fassade eine starke architektonische Wirkung in der Lasdehner Straße entfaltet.
Die Vorderfront ist in 18 senkrechte Achsen unterteilt, wobei zwischen den vom Straßenpflaster bis unters Dach vorstehenden Wandpfeilern die vertikalen Achsen der Fenster mit den ornamentierten Fensterbrüstungen zurücktreten.

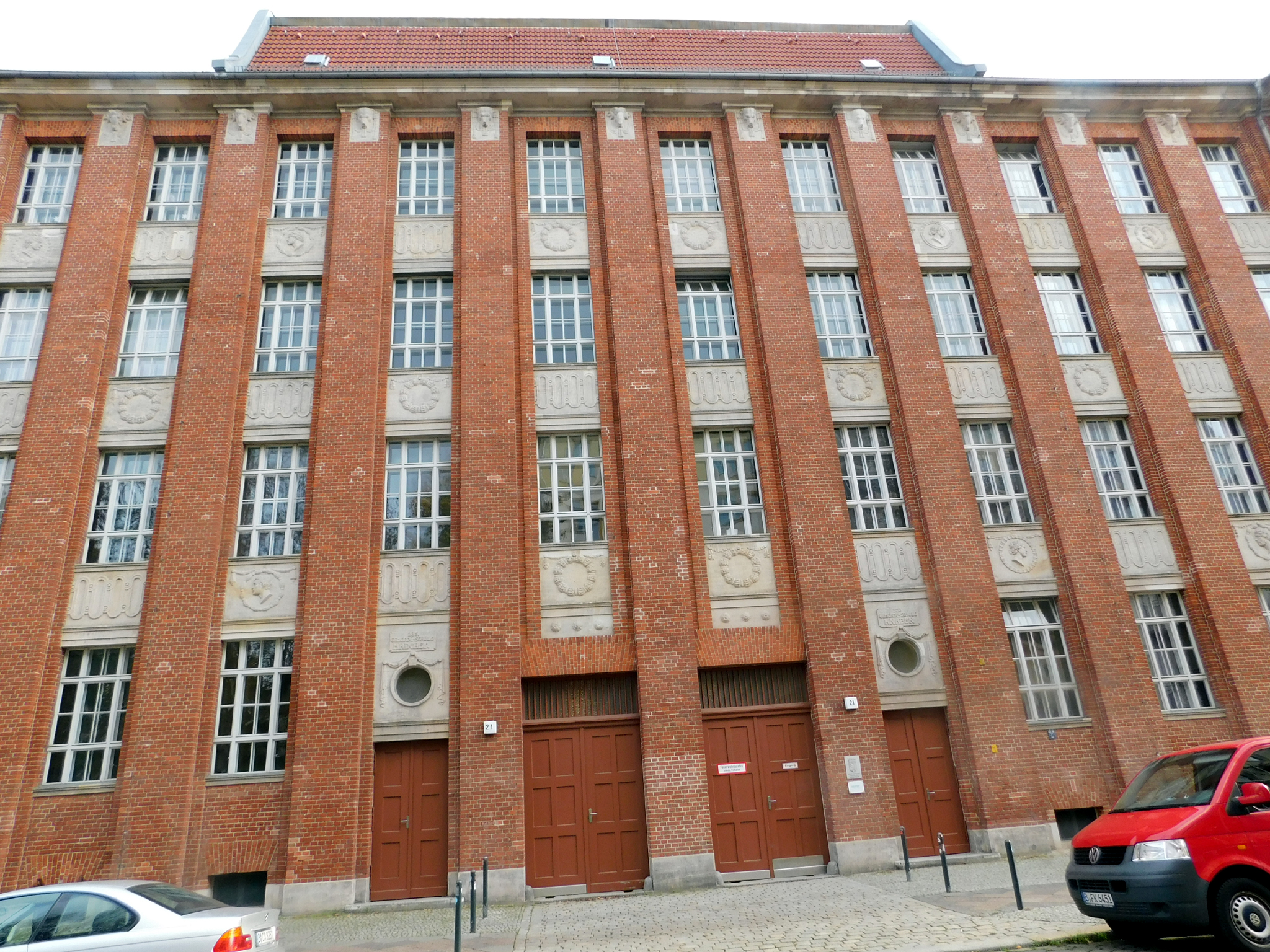
Die kunstvoll gestaltete Fassade des Hoffmann-Baus mit den Schmuckelementen von Georg Wrba.

Die Fassade ist mit roten Klinkersteinen verblendet, ausgenommen der Sockel, die Schmuckfelder unter den Fenstern ab dem 2. Stockwerk sowie über den Eingangstoren und -türen, das vorkragende Dachgesims und die Bukranien darunter, die als Widder- oder Bärenköpfe die Lisenen abschließen. Sie sind aus grauem Sandstein.
Bei dieser Fassadengestaltung orientierte Hoffmann sich an Bauten seines Freundes, des Architekten Alfred Messel (1853–1909), wie dem 1906 fertiggestellten Warenhaus Wertheim am Leipziger Platz und der 1903–04 errichteten Landesversicherungsanstalt am Köllnischen Park.
Hoffmann erklärte rückblickend seine Überlegungen zur Gestaltung der sehr ähnlichen Fassaden der Gemeindeschule in der Lasdehner Straße und des Friedrichswerderschen Gymnasiums: „Es war mir interessant, an beiden Schulfassaden, bei dem Gymnasium und bei der Gemeindeschule das gleiche Thema – eine aufstrebende Tätigkeit in verschiedenem Charakter architektonisch durchzubilden; bei dem Gymnasium abgemessen und sorgsam überlegt, bei der Gemeindeschule volkstümlich und weniger gebunden. Bei ersterem die zarten Lisenen aus der im unteren Geschosse gleichmäßig durchgebildeten Fläche entwickelt, hier die derberen Lisenen auf das Straßenpflaster aufgesetzt. Dort unter den Fenstern die gleichgestimmten Taschnerschen antiken Köpfe in strenger Fassung, hier abwechselnd von Wrba gebildete lebhaft stilisierte Blumenkränze und Köpfe in freier Haltung. Bis zum kleinsten Detail wurden an beiden Fassaden die verschiedenen Arten des Betriebs im Gebäude zum Ausdruck gebracht.“
Nähert man sich dem Schulgebäude in der Lasdehner Straße aus einiger Entfernung, so macht sich eine Besonderheit des Baus bemerkbar. Das Gebäude erscheint als mächtiger kompakter roter Klinkerbau. Die Fenster sind ebenso wenig zu erkennen wie viele andere Details. Erst beim Näherkommen werden die Details sichtbar. Die ganze Vielfalt der Fassade erschließt sich erst, wenn man vor dem Bauwerk steht.
Die Westfassaden der beiden Seitenflügel treten als dreiachsige Risalite zu beiden Seiten des Mittelflügels hervor. Daran schließen noch zwei wieder zurücktretende schlichte Bauteile mit den Sanitärtrakten an. Den ursprünglichen Charakter der Doppelschule betont auch der Eingangsbereich mit zwei Toren und den zwei niedrigeren Fußgängerpforten daneben. Dahinter befindet sich eine repräsentative „vierschiffige kreuzgratgewölbte Pfeilerhalle“. mit zwei Durchfahrten zum Hof und den Zugängen zu den beiden Schulen über kleine seitliche Treppen.
Hoffmann hat bei diesem Bau in Kauf genommen, dass Klassenräume zur Straße gelegen sind und Korridore zum Hof. Hier war ihm vor allem die architektonische Wirkung wichtig. Die Klassenräume der Seitenflügel gehen zum Hof. Die vier Treppenhäuser befinden sich in den inneren Raumwinkeln und am Ende der Seitenflügel.

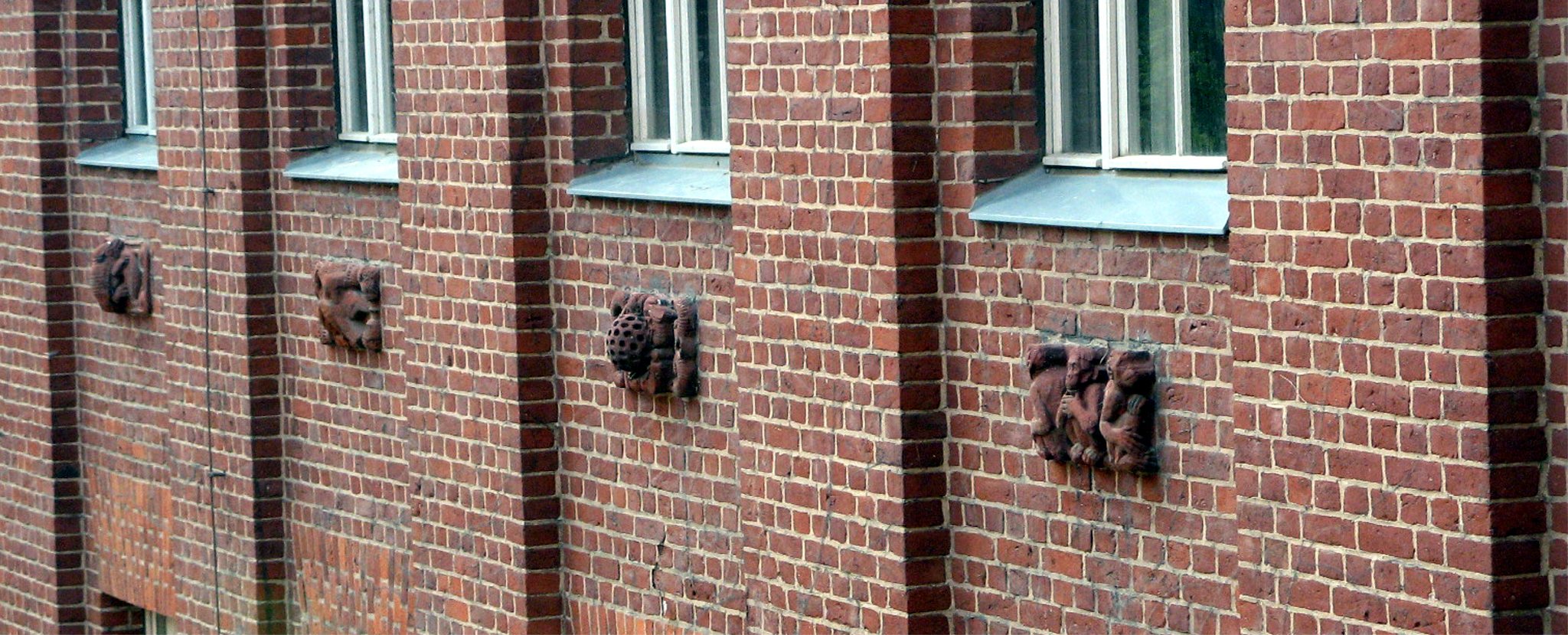
Terrakotten von Georg Wrba an der Hoffassade des Hoffmannschen Schulgebäudes.

Die Schmuckelemente der Fassade schuf der Bildhauer Georg Wrba (1872–1939), ebenso die Terrakotten an der Hoffassade unter den Fenstern des zweiten Stockwerks. Hier finden sich Darstellungen von Kindern und Tieren, balgende, aber auch brav sitzende Hunde, kämpfende Ziegenböcke und vieles andere, was einen derben Humor offenbart. Die Reliefs gehören zu einer Serie, die Wrba für andere Gebäude entworfen hat, und von der sich auch einige an der Schule in der Hausburgstraße finden.

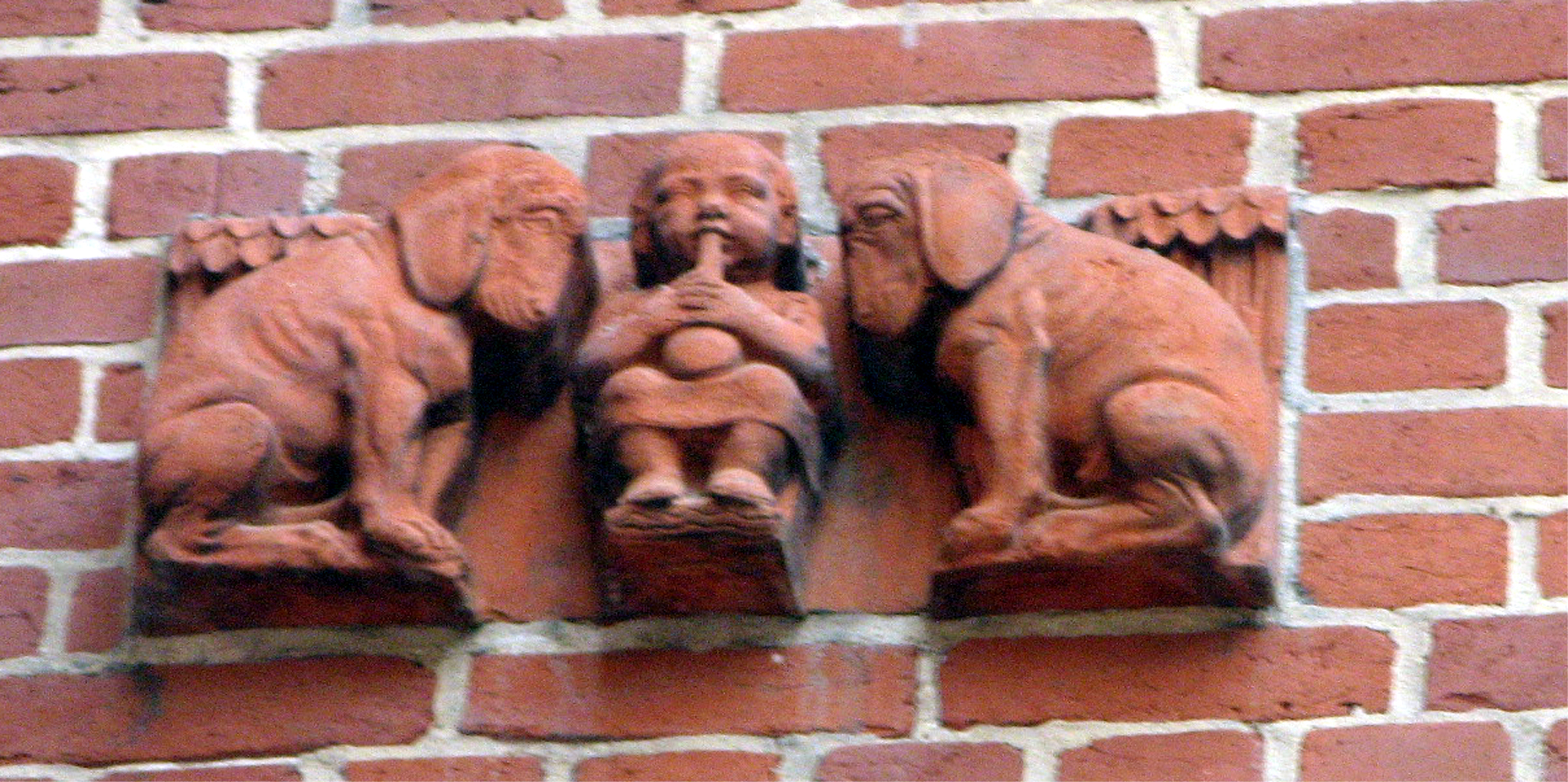
Relief von Georg Wrba an der Hoffassade des Hoffmannschen Schulgebäudes

Im Zweiten Weltkrieg wurden große Teile des Gebäudes stark beschädigt, erkennbar noch lange an zahlreichen Einschusslöchern in der Fassade. Das zugehörige Lehrergebäude im Schulhof wurde vollständig zerstört. Das originale Walmdach existiert nur noch über der Aula, allerdings ohne die früher vorhandenen Fledermausgaupen. Der nördliche Gebäudeflügel erhielt einen neuen Anbau.
Umfassende Sanierungsmaßnahmen wurden 2002 bis 2012 vorgenommen. Dazu gehörten die Dachsanierung, Erneuerung der Sanitätsstränge und denkmalgerechte Sanierung der Fassaden und Fenster sowie die sukzessive Sanierung der Flure, Treppenhäuser, Klassenräume und der Schulaula. Als Baukosten wurden 10,6 Mio. Euro angegeben.
Auch die Grundinstandsetzung der Sporthalle im südlichen Gebäudeflügel erfolgte. Dafür wurden 2004 aus dem 100-Millionen-Programm des Senats für die Sanierung von Schul- und Sportstätten 450 000 Euro zur Verfügung gestellt.
Die Aula wurde 2007/2008 durch das Architekturbüro Leisering denkmalgerecht saniert.
Zeitgleich wurde das Dach durch das Ingenieurbüro Reinhard Damm saniert und die gewölbte Auladecke nach historischem Vorbild wiederhergestellt. Am 9. Mai 2008 wurde die Aula durch eine gemeinsame Feier der Ludwig-Hoffmann-Grundschule und der Schule am Friedrichshain eingeweiht.

#### Nutzung bis Anfang der 1990er Jahre
Die über den Eingangstüren angebrachten Schulbezeichnungen zeigen, dass das Gebäude ursprünglich zwei nach Geschlechtern getrennte Schulen beherbergte. Dabei handelte es sich um die 233. und 235. Gemeindeschule, die bereits am 1. April 1900 als evangelische Knaben- und evangelische Mädchenschule gegründet wurden und nach Fertigstellung des Gebäudes hier einzogen, die Mädchenschule im nördlichen und die Knabenschule im südlichen Gebäudeflügel. Damals hatte das Schulgebäude die Adresse Litauer Straße 18.
Nach dem Krieg nutzte die 3. Volksschule das Gebäude, die erst zur 3. Grundschule, dann 1956 zur 3./4. Grundschule und 1959 zur 3./.4. Polytechnischen Oberschule wurde. Danach wurden zwei Schulen gebildet. Im nördlichen Gebäudeflügel etablierte sich die 3. POS und im südlichen die 4. POS. Die 3. POS führte den Namen „Kurt Schlosser“, die 4. POS ab 1972 den Namen „John Sieg“.
Im Jahre 1985 wurden dann die Klassen der 3. POS Kurt-Schlosser in die 4. POS John-Sieg eingegliedert.
In den Nordflügel zog die Abteilung Volksbildung des Rates des Stadtbezirks Friedrichshain ein. In die Eingangshalle der Schule wurde eine Trennwand eingezogen und der Eingang von der Lasdehner Straße für diesen Bereich nicht mehr benutzt. Es wurde ein Zugang von der Kadiner Straße geschaffen und der nördliche Seiteneingang des Schulgebäudes unter der Adresse Kadiner Straße 9 geführt. 1991 hatten hier die Abteilung Bildung und Kultur des Bezirksamtes Friedrichshain (Bezirksstadtrat, Schulamt und Schulaufsichtsbehörde) und die Abteilung Umwelt und Naturschutz (Bezirksstadtrat, Umweltamt, Naturschutzamt) ihren Sitz.
Die Schule am Friedrichshain, die nach dem Bezirksamt diesen Schulgebäudeteil übernahm, nutzte weiter den seitlichen Eingang unter der Adresse Kadiner Straße 9, allerdings mit Zugang von der Lasdehner Straße aus. Die Trennwand in der Eingangshalle wurde wieder entfernt.

#### Aktuelle Nutzung

##### Ludwig-Hoffmann-Grundschule (Lasdehner Straße 21)
Seit dem 1. August 1991 beherbergt das Gebäude die 9. Grundschule Friedrichshain als Stammschule, welche am 22. November 1995 den Namen Ludwig-Hoffmann-Grundschule erhielt.
Die Schule verfügt im historischen Altbau über 31 Räume, davon 20 Unterrichtsräume, einschließlich Fachräume für Naturwissenschaften, Musik, Kunst, Englisch, Religion, Lebenskunde, eine Mathewerkstatt, den Computerraum, einen Bewegungsraum, eine Bibliothek, einen Hortraum, einen Schulstationsraum und die Aula. Nahezu alle Räume sind in den vergangenen Jahren schallisoliert und renoviert worden.
Sie ist eine dreizügige offene Ganztagsgrundschule mit verlässlichen Öffnungszeiten von 7.30 Uhr – 13.30 Uhr für Klassen 1–6 und die ergänzende Betreuung (offener Ganztagsbetrieb) auch für Schüler der Klassen 1 – 6 mit dem Angebot einer Früh-, Nachmittags-, Spät- und Ferienbetreuung. Die Kinder werden in allen Klassenstufen jahrgangsbezogen unterrichtet.
Die ergänzenden Betreuungszeiten sind freiwillig, entgeltpflichtig und bedarfsgebunden in der Zeit von 6.00 Uhr – 18.00 Uhr möglich.
Eine Schulstation, betrieben von dem freien Träger der Jugendhilfe FiPP e. V. leistet Schulsozialarbeit. Kinder, Eltern und Lehrer erhalten Rat und Unterstützung als vertrauliches und unabhängiges Angebot der Jugendhilfe an der Schule.
Seit 2008 steht der Schule ein gemeinsam mit der Temple-Grandin-Schule genutztes Horthaus und seit 2012 ein Schulerweiterungsbau für die 1. bis 3. Klassen zur Verfügung. Südlich vom Schulgebäude schließt sich der Schulgarten mit der Adresse Lasdehner Straße 25 an.
Der Förderverein der Ludwig-Hoffmann-Grundschule e. V., dem Eltern und Lehrerinnen angehören, unterstützt die pädagogische Arbeit und die Organisation des Schulbetriebs auch finanziell.

##### Temple-Grandin-Schule (Lasdehner Straße 19)
Diese inklusive Schwerpunktschule (Schulnummer 02S01) mit den Förderschwerpunkten geistige Entwicklung und Autismus ist eine Ganztagsschule in offener Form mit jahrgangsübergreifenden Lerngruppen 1–3, 4–6 und sonderpädagogischen Kleinklassen gemäß § 4 SopädVO. Es gibt einen Grundschulteil, die integrierte Sekundarstufe I und den Berufsschulteil mit sonderpädagogischen Aufgaben.
Als 1. Fremdsprache wird Englisch unterrichtet. Als Wahlpflichtfach Spanisch.
Seit 2011 verfügt sie auch über den Standort Marchlewskistraße 25e.
Den früheren Namen Schule am Friedrichshain hatte die heutige Temple-Grandin-Schule 1992 noch am alten Schulstandort Palisadenstraße 76 wegen der Nähe zum Volkspark Friedrichshain angenommen. Die Förderschule war aus der Alfred-Kowalke-Hilfsschule hervorgegangen. Zum 2. Schulhalbjahr 2016/17 erfolgte dann die Umbenennung durch das Bezirksamt. Die Schulkonferenz hatte sich schon am 27. Mai 2013 für den neuen Namen entschieden, da der alte unpassend war und Temple Grandin (geb. 1947) eine Autistin ist, die große wissenschaftliche Leistungen vollbracht hat.
„FLoH – Fördern, Lernen ohne Hast e. V.“, der Förderverein der Schule am Friedrichshain, unterstützt finanziell Bildungsreisen, die Bücherbeschaffung für die Schulbibliothek, Bereitstellung von Spielgeräten oder dringend notwendige Renovierungsarbeiten.

#### Eine berühmte Schülerin
Die Volksschauspielerin Inge Meysel (1910–2004) erzählt in ihrer Autobiografie auch aus der Schulzeit. Sie erinnert sich: „Wir waren inzwischen in die Cadinerstraße gezogen, ich kam in die Gemeindeschule Litauer Straße, wie das damals die ersten vier Jahre Vorschrift war. Im Volksmund hieß sie Klipp-Pantinen-Schule. Die Schule steht heute noch, vor ein paar Jahren habe ich sie besucht, der Backsteinbau in der Litauer Straße ist unversehrt.“

### Erweiterungsbau der Ludwig-Hoffmann-Grundschule (Lasdehner Straße 13)

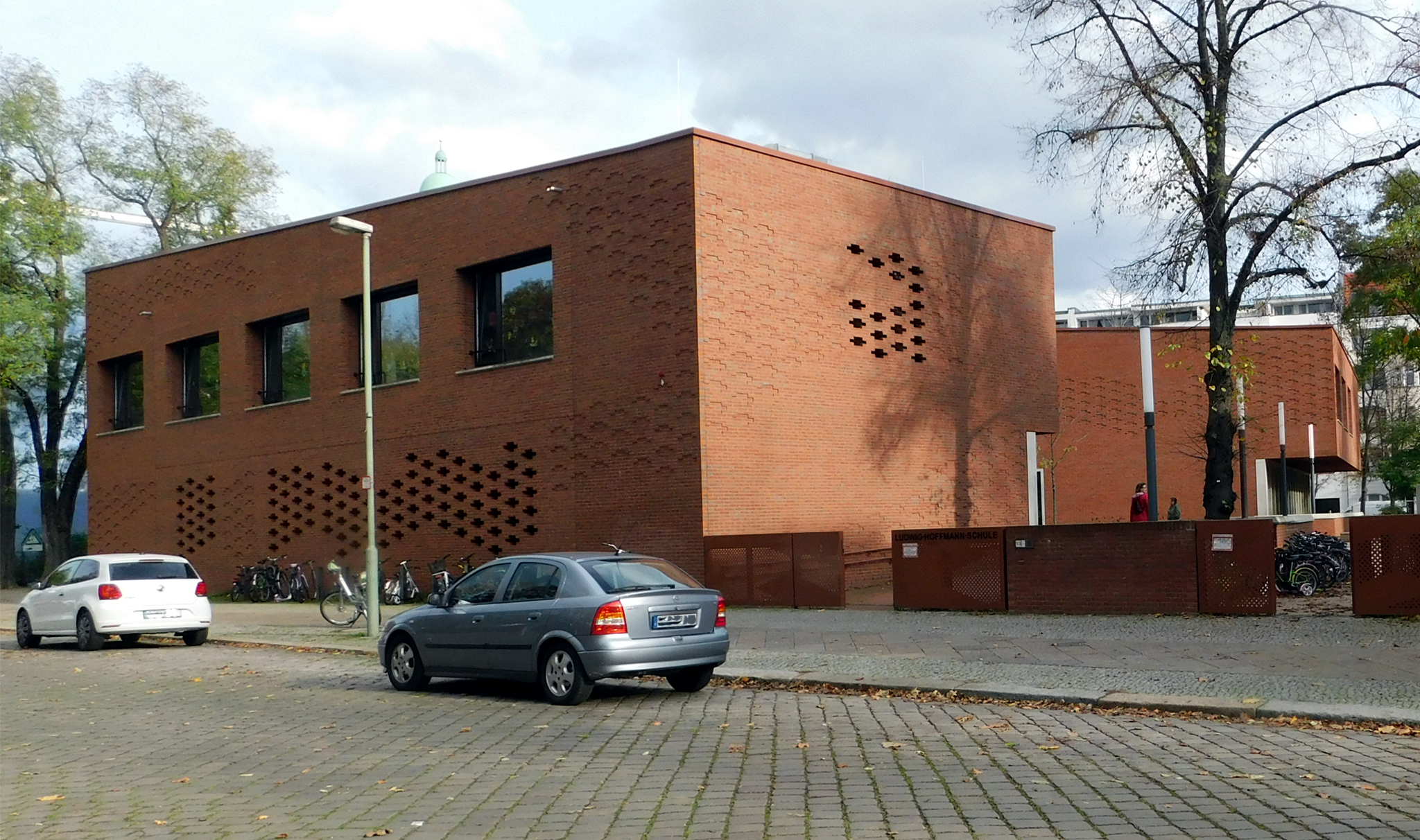
Erweiterungsbau der Ludwig-Hoffmann-Grundschule.

Der 2010 bis 2012 nach Plänen der AFF Architekten errichtete 8 bis 10 m hohe zweigeschossige Erweiterungsbau steht weiter nördlich in einiger Entfernung vom historischen Gebäude mit der Westflanke zur Lasdehner Straße. Nach dem Vorbild des Hoffmann-Baus besteht die Fassade aus rot-orangen Backsteinen, die allerdings flacher sind als die am Hauptbau (Dünnformat – DF mit den Abmessungen 24 × 11,5 × 5,2 cm).
Auffällig ist neben den großen Fenstern die moderne Ornamentik an der Fassade, erzielt durch zurückgesetzte oder ausgelassene Klinker. Diese Ornamentik gibt es in unterschiedlichen Mustern an den Fassaden des Baus.
Der Architekt und Projektleiter Robert Zeimer erläutert im Interview mit dem Kiez-Klub des Regenbogenhauses den Effekt: „Das ist nicht so eine glatte harte Fassade. Im Obergeschossflur gibt es Bereiche, wo das gleiche Muster mit Löchern in der Wand auftaucht. Hinter der Wand ist ein großes Fenster. Durch die gelochte Wand fällt das Licht rein. Das ist die Südseite. Da ist es ein bisschen wie im Wald – ein Schattenspiel, aber nur im Flur, nicht im Klassenraum.“
Den 1.–3. Klassen der Ludwig-Hoffmann-Grundschule stehen im Neubau 22 Räume, davon 9 Klassenräume mit 6 angeschlossenen Teilungsräumen, eine Lern- und Holzwerkstatt, ein Computerraum, eine Kinderküche und ein Mehrzweckraum zur Verfügung.
Die AFF-Architekten erklären in einem Statement auf ihrer Webseite den eigenen Anspruch: „Unsere Arbeit basiert auf dem Verständnis von Architektur als etwas Objekthaftem. Wir versuchen zu ergründen, in welchem Verhältnis das Objekt zu seinem Ort und zum Charakter seiner Aufgabe steht. In der unendlichen Vielfalt von Möglichkeiten und Anforderungen greifen wir vorhandene Dinge auf und versuchen, auf unterschiedlichste Weise deren spezifische Eigenarten und Traditionen herauszufiltern, setzen uns jedoch über bestehende Konventionen hinweg.“
Von der Lasdehner Straße kommt man seitlich durch eine Pforte, farblich dem Gebäude entsprechend und auch mit Lochgrafik versehen, zur Haupttreppe, die auf ein Plateau führt, den Pausenhof – nach Süden offen und von der Drei-Flügel-Anlage eingerahmt. Die Architekten sehen den Hof „als übergreifendes gemeinschaftliches Klassenzimmer im Außenraum“.
Im Unterschied zum Hoffmannschen Drei-Flügel-Bau wird hier, modern geprägt, die Symmetrie immer wieder durchbrochen.
An der Ost- und Südseite zum Hof kragen die Obergeschosse über das Erdgeschoss aus, ebenso an der Südfassade des Ostflügels, wo dadurch ein überdachter Gang entsteht, der zum Spielplatz führt. Dieser nimmt die Fläche östlich vom Schulgebäude bis an die Kadiner Straße ein.
Im Erdgeschoss befindet sich im Westflügel der große Mehrzweckraum mit Küche und im Mitteltrakt die Eingangshalle. Die Erdgeschoss-Fassade mit den Eingangstüren ist als Pfosten-Riegel-Konstruktion in Holz-Aluminium-Bauweise ausgeführt. Alle Klassen- und Nebenräume verlaufen entlang der West-, Nord- und Ostseite des Gebäudes. Der Bereich des Treppenaufgangs ist als Atrium mit Oberlichtern gestaltet.
Im Hinblick auf verwendete Materialien betont Robert Zeimer: „Mir ist wichtig, dass die Schule aus echten Materialien gebaut ist Kunstmaterialien haben oft Ausdünstungen, Dämpfe. Der Fußboden im Flur ist ein richtiger Steinboden, die Decke ist eine richtige Betondecke, die Wände sind massiv, die Fenster sind richtige Holzfenster. Der Boden hier (Lehrerzimmer) ist aus Naturkautschuk. Das ist ein pflanzlicher Rohstoff aus Thailand, der hier weiterverarbeitet wird.“
Der Schulbau öffnet sich auf ein Gelände zwischen Lasdehner Straße und Kadiner Straße hin, das südlich mit der Nordseite des historischen Schulgebäudes und des Regenbogenhauses (Kadiner Straße 9) abschließt, das 1959–1961 als Horthaus für die 3. Schule errichtet, dann aber auch anderweitig genutzt wurde und seit 2010 als Jugendfreizeiteinrichtung von FiPP e. V. betrieben wird.
Auf dem Gelände wurde 2007–2008 das Gebäude Lasdehner Straße 17, ein Bau aus den 1950er Jahren, zum Horthaus mit einem neuen Hortspielplatz für beide Schulen umgebaut, östlich davon 2008 ein Fußballplatz eingeweiht, den die beiden Schulen und das Regenbogenhaus gemeinsam nutzen. Das übrige Gelände bis an die Kadiner Straße wurde 2008 als Spielplatz für das Regenbogenhaus umgestaltet.
Wo heute der Schulneubau steht, war seit 1952 ein Kindergarten mit Wochenkrippe. Ein L-förmiger Flachbau, deren einstöckiger Westflügel und zweistöckiger Haupttrakt eine Terrasse begrenzten, zu der südlich eine breite Treppe emporführte und über die eine Markise ausgefahren werden konnte. Der Westflügel mit einem großen Mehrzweckraum hatte den Eingang von der Lasdehner Straße aus.
So erinnert einiges am aktuellen Bau auch an dieses Gebäude aus den 1950er Jahren, das 2005 abgerissen worden war, nachdem es seit 1991 Sonderschule mit dem Schwerpunkt Geistige Entwicklung war (V.04.SL), entstanden durch die Zusammenlegung von zwei Kindertagesstätten (Waldeyerstraße und Traveplatz). 1999 erhielt die Schule den Namen Gustav-Meyer-Schule. Sie zog 2005 um in das Schulgebäude Kohlfurter Straße 22 im Ortsteil Kreuzberg.

### Grünanlage als Durchwegung von der Lasdehner zur Kadiner Straße

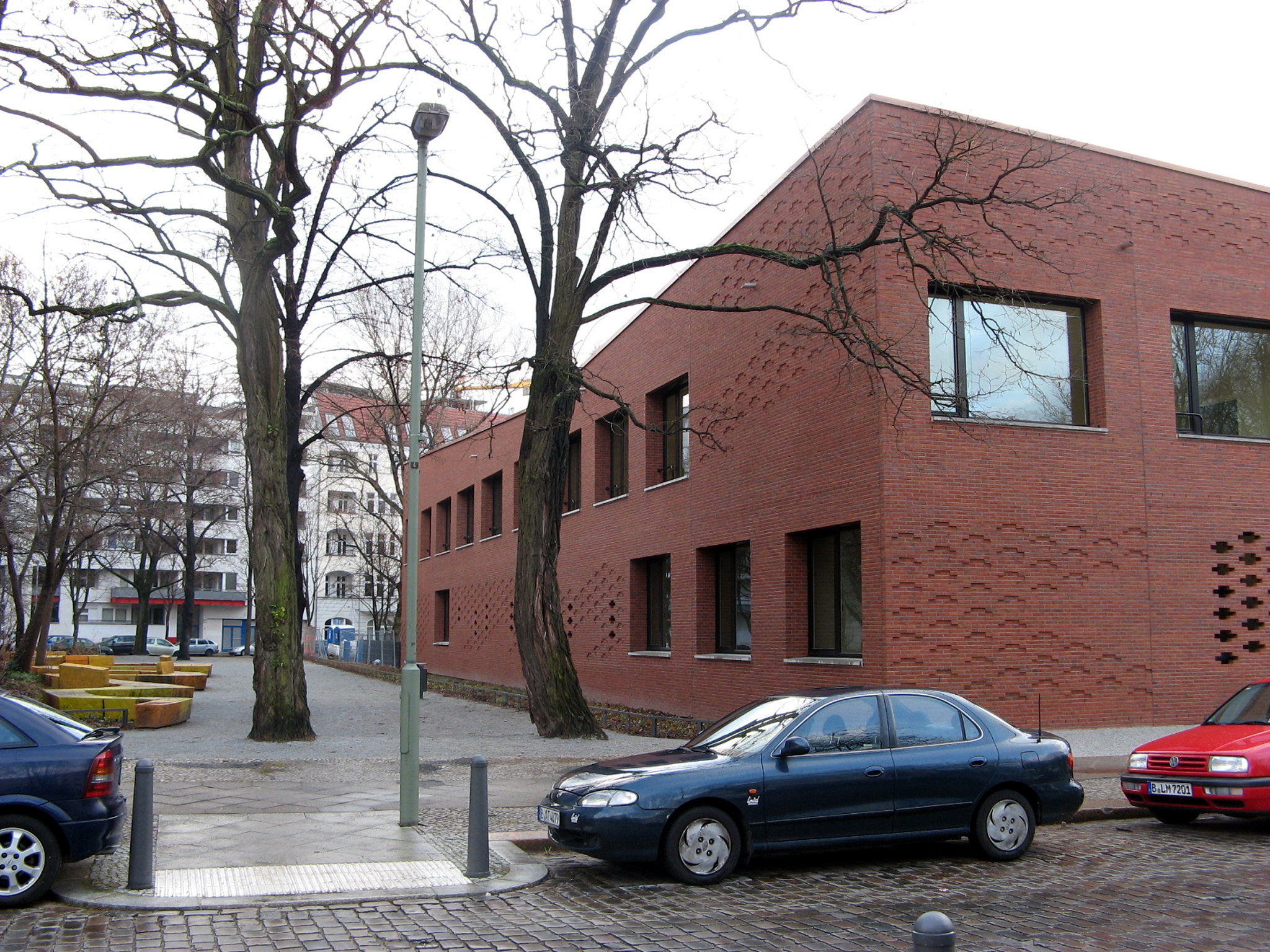
Grünanlage als Durchwegung von der Lasdehner zur Kadiner Straße nördlich vom Schulerweiterungsbau der Ludwig-Hoffmann-Grundschule

Nördlich vom Schulerweiterungsbau der Ludwig-Hoffmann-Grundschule entstand auf ehemaligem Schulgelände eine mit rund 205 000 Euro aus dem Programm Stadtumbau Ost und Mitteln der EU (EFRE) finanzierte Grünanlage, deren Hauptattraktion eine 88 Meter lange geschwungene gelb-orange Bank als Sitz- und Balancierfläche ist. Der Hauptweg ist als Aktionsraum gestaltet und wird durch einen Vegetationsstreifen mit Salbei-Arten, Lampenputzergras und Frühblühern mit den Schulfreiflächen verknüpft.
Am 14. November 2011 wurde die Grünanlage zusammen mit dem Pinguinspielplatz durch Bürgermeister Franz Schulz eröffnet.

### Wohnblock Lasdehner Straße 1–7
Ein U-förmiger Wohnblock, 1998 bezogen, umfasst die Häuser Lasdehner Straße 1, 3, 5, 7, Hildegard-Jadamowitz-Straße 18, 19 und die Kadiner Straße 1 und 2. Hier standen vorher 2 Baracken parallel zur Lasdehner Straße, wohl die letzten Bauarbeiterbaracken der ehemaligen Stalinallee, die bis in die 1990er Jahre überlebt hatten. 1991 beherbergten sie noch das Amt II Vormundschaftswesen und das Amt VI Jugendförderung der Abteilung Jugend, Familie und Sport des Bezirksamtes Friedrichshain unter der Adresse Lasdehner Straße 5–7.

### Die Lasdehner Straße als Teil der Wohnzelle Friedrichshain
Basierend auf den städtebaulichen Ideen und Planungen von Hans Scharoun entwarf das Planungskollektiv der „Heimstätte Berlin“ unter Leitung von Ludmilla Herzenstein den Plan für die Wohnzelle Friedrichshain, ein Wohngebiet für etwa 5000 Einwohner, das zwischen Fruchtstraße (heute Straße der Pariser Kommune) und Warschauer Straße südlich der Stalinallee bis zur Posener (heute Wedekindstraße) und Rüdersdorfer Straße ab 1949 entstehen sollte. Der von der Berliner Zeitung am 8. Januar 1950 veröffentlichte Plan weist nur das Schulgebäude in der Lasdehner Straße und ein Fabrikgebäude in der Kadiner Straße (Handwerkerhaus) als zu erhaltende Altbauten aus. Die Lasdehner Straße sollte bereits an der Graudenzer Straße enden. Das Gelände nördlich davon war für ein Kinderheim vorgesehen.
Realisiert wurden 1949–1951 die heute denkmalgeschützten Häuser in der Graudenzer Straße, umgeben von Grünanlagen, und die beiden Laubenganghäuser an der heutigen Karl-Marx-Allee. Die Lasdehner Straße wurde bis zur Hildegard-Jadamowitz-Straße erhalten, und die Kindereinrichtung (Wochenkrippe und Kindergarten) weiter östlich zwischen Lasdehner und Kadiner Straße gebaut. Die lockere Bebauung der Graudenzer Straße wurde bis an die Westseite der Lasdehner Straße herangeführt.
Vor dem Wohnblock Graudenzer Straße 21A-E, der fast in der Flucht der Lasdehner Straße liegt, befinden sich nur noch eine Grünfläche und der Pinguinspielplatz. Die Ostfassade des Hauses Graudenzer Straße 20 liegt mit dem Vorgarten an der Lasdehner Straße.

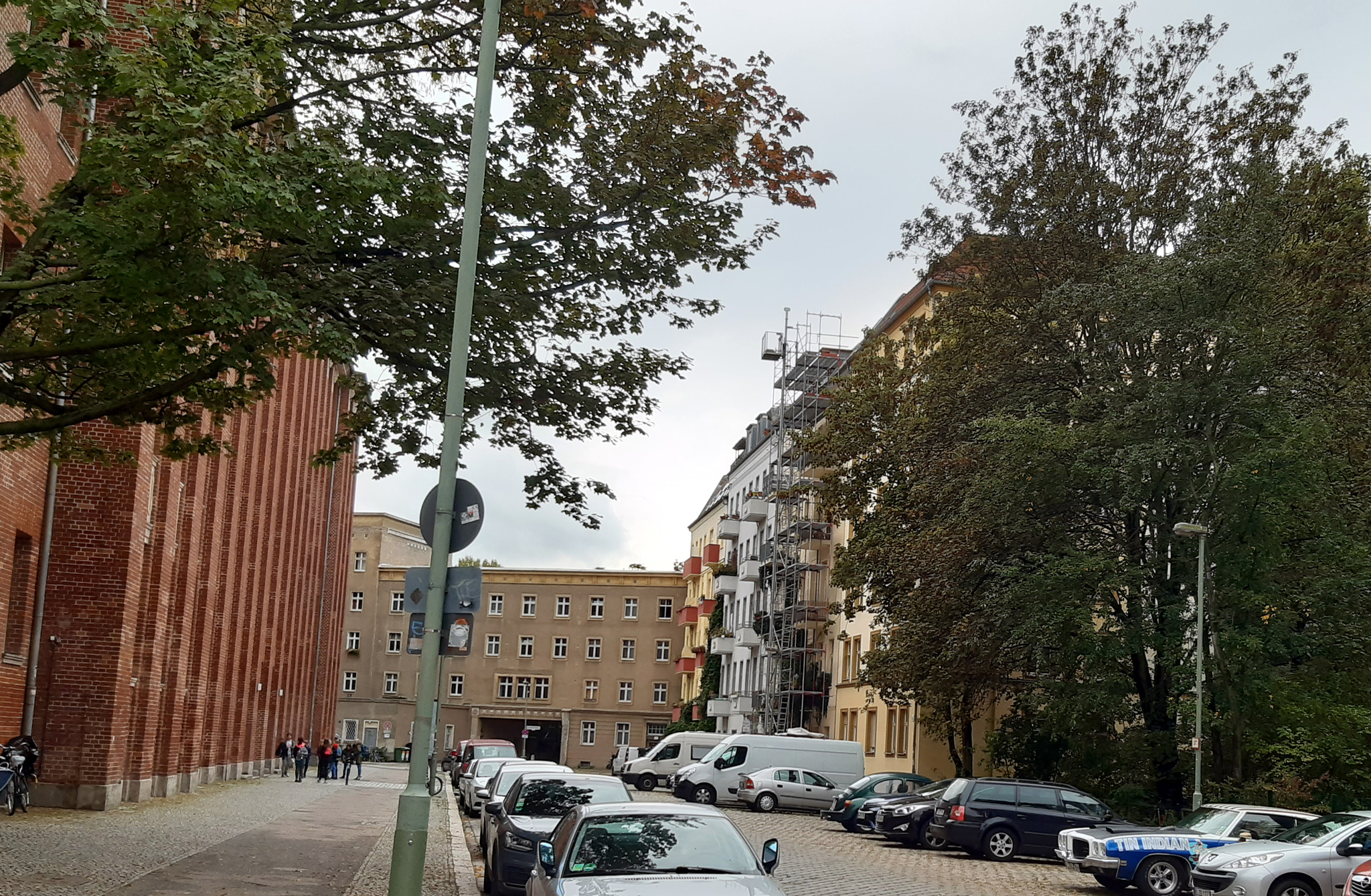
Blick zum südlichen Abschluss der Lasdehner Straße mit dem historischen Schulgebäude auf der Ostseite, der erhaltenen Vorkriegsbebauung auf der Westseite und Wohnhaus Nummer 32 mit dem Fußgängerdurchgang.

Als 1953 im Entwurfsbüro für Hochbau des Chefarchitekten Hermann Henselmann (1905–1995) der Bebauungsplan für die Stalinallee erarbeitet wurde, projektierte man auch den südlichen Abschluss der Wohnzelle Friedrichshain. Gemäß den inzwischen veränderten Prioritäten wurden die vier verbliebenen Häuser am südwestlichen Ende der Lasdehner Straße erhalten und durch das vierstöckige Haus Lasdehner Straße 32 mit dem angrenzenden Gebäudekomplex „Nante-Eck“ des Architekten Rudolf Weise (1907–1991) mit der Überbauung der Gubener Straße im Stil der Stalinallee, allerdings mit einer den Altbauten angepassten Traufhöhe, verbunden.
Dieser Komplex wurde 1955 fertiggestellt. In das Haus wurde ein repräsentativer Durchgang für Fußgänger integriert, mit zum Teil ornamentierten Schmuckkacheln aufwendig gestaltet.
Zwischen der Rückseite der 1950er-Jahre-Bauten in der Grünberger Straße und dem Schulgelände entstand eine Grünfläche mit Weg von der Lasdehner zur Kadiner Straße.

### Pinguinspielplatz
Schon Jahrzehnte gibt es den Pinguinspielplatz am südöstlichen Ende der Lasdehner Straße. Bis Anfang der 1990er Jahre mit Klettergerüsten aus Metallstangen bestückt, dann saniert und mit neuen Spielgeräten versehen, wurde der Spielplatz 2010/2011 durch die BSM (Beratungsgesellschaft für Stadterneuerung und Modernisierung mbH) völlig neu gestaltet. Der vorher 700 m² große Spielplatz wurde durch die Einbeziehung der südlich gelegenen Grünfläche auf 2.077 m² vergrößert. Als einziges Element aus früheren Zeiten wurde ein Stein erhalten, der im Relief Pinguine zeigt und wohl namensstiftend wirkte. Es wurde eine 500 m² große Sandfläche geschaffen mit „Eisschollen“ als Spielelementen, die das Klettern, Rutschen, Balancieren und Verstecken ermöglichen, und es wurde eine Seilbahn installiert.
Landschaftsarchitekt Sebastian Fauck erläutert die Gestaltungsidee so: „Weil es einen Pinguinspielplatz gab, haben wir gedacht: Wo wohnen Pinguine? Am Südpol. Und was gibt es am Südpol? Eisberge. So sind wir auf die Idee mit den Eisbergen gekommen. Dann dachten wir: Am Südpol ist doch etwas Spannendes passiert – der Wettlauf um die Entdeckung des Südpols zwischen Scott und Amundsen. So kam auf die Seilbahn ein kleiner Husky, weil Amundsen mit Huskies zum Südpol fuhr. Auf der großen Eisscholle gibt es einen Hufabdruck. Scott hatte versucht, mit Ponys zum Südpol zu kommen.“